# Эльзас, вперёд!
Эльзас, вперед! (алем. нем. Elsass Zuerst, фр. Alsace d'abord) — политическая партия во французском Эльзасе, националистического и автономистского направления.
Партия декларирует борьбу за эльзасскую идентичность (язык, культуру, историю) и часто рассматривается как крайне-правая, из-за её позиции по вопросам иммиграции, вступления Турции в ЕС и подобным темам. В 1998-2004-м гг. партия имела представительство в эльзасском региональном совете, но на региональных выборах во Франции 2004 года набрала 9.42 % голосов избирателей, не сумев получить места в парламенте. Штаб-квартира партии находится в Страсбурге.